# Дискографија Адел
Енглеска певачица и текстописачица Адел је објавила три студијска албума, два ЕР-а и 16 синглова. Адел је 2006. године потписала продукцијски уговор са издавачком кућом XL, и преко ње објавила свој први албум 19, у 2008. години. Албум је достигао прво место на UK Albums Chart, и његов сингл, „Chasing Pavements”, је достигао друго место на UK Singles Chart. Други сингл из овог албума, „Make You Feel My Love”, достигао је прво место у Холандији.
21, Аделин други студијски албум, објављен је 19. јануара 2011. године. Албум је убрзо сертификован платинумом од стране Британске Порнографскере Индустрије на којој је освојила прво место. 21 је од његовог првог пуштања провео 24 седмице заредом на првом месту на Билборд 200. Албумов први сингл, „Rolling in the Deep”, такође је освоио друго место у Великој Британији, док је још већи успех доживео као прво место на америчком Билборд хот 100. Други сингл из овог албума, „Someone like You”, је објављен у фебруару 2011. године и достигао је на прво место у Великој Британији и Ирској, што је њен први сингл који је достигао прво место у тим областима. Такође је достигао друго место у Америци. „Set Fire to the Rain” је објављен као трећи сингл из албума, и достигао је треће место у Америци. Током 2012. године, потврђено је да ће Адел снимити нови уводну музику за Џејмс Бонд. У октобру исте године, објавила је песму „Skyfall”, која је дебитовала на другом месту у Енглеској, осмом месту у Сједињеним Америчким Државама и на многим добрим позицијама у Немачкој, Француској, Ирској, Холандији и Швајцарској.
25, Аделин трећи студијски албум, је објављен 20. новембра 2015. године. Постао је најпродаванији албум у 2015. години са 17,4 милиона продатих примерака у тој години. „Hello” је објављен 23. октобра 2015. као водећи сингл из албума и достигао је врхунац на топ листама у Великој Британији, где је постао Аделин други сингл који је тамо освоио прво место. У САД је постала њена прва песма која је освоила прво место на Билборд хот 100, као и њена четврта песма број један у Америци. Постала је прва песма са више од милион продатих дигиталних примерака у року од недељу дана. У марту 2016. године, Адел је продала више од десет милиона албума у Великој Британији; док је у међувремену у Америци продала око 24,4 милиона албума, према мерењима из октобра 2017. године. Поред тога, Адел има рекорд од 37 седмица на првом месту на UK Albums Chart, што пре ње није успео ниједан женски музички извођач.

## Албуми

### Студијски албуми
| Назив | Информације о албуму                                                                                         | Позиција | Позиција | Позиција | Позиција | Позиција | Позиција | Позиција | Позиција | Позиција | Позиција | Број проданих примерака | Сертификати |
| Назив | Информације о албуму                                                                                         | UK       | AUS      | CAN      | FRA      | GER      | IRE      | NL       | NZ       | SWI      | US       | Број проданих примерака | Сертификати |
| ----- | --- | -------- | -------- | -------- | -------- | -------- | -------- | -------- | -------- | -------- | -------- | --- | --- |
| 19    | - Датум издавања: 28. јануар 2008. - Издавачка кућа: XL, Коламбија - Формат(и): ЦД, ЛП, дигитални даунлоад   | 1        | 3        | 4        | 15       | 15       | 2        | 1        | 3        | 15       | 4        | - World: 7,000,000 - UK: 2,350,000 - AUS: 214,000 - US: 3,000,000                                                                              | - BPI: 8× Platinum - ARIA: 2× Platinum - BVMI: Platinum - IFPI SWI: Platinum - MC: 3× Platinum - NVPI: 5× Platinum - RIAA: 3× Platinum - RMNZ: 2× Platinum                    |
| 21    | - Датум издавања: 19. јануар 2011. - Издавачка кућа: XL, Коламбија - Формат(и): ЦД, ЛП, дигитални даунлоад   | 1        | 1        | 1        | 1        | 1        | 1        | 1        | 1        | 1        | 1        | - World: 31,000,000 - UK: 5,110,000 - AUS: 1,105,000 - CAN: 1,489,000 - IRE: 270,000 - US: 11,870,000                                          | - BPI: 17× Platinum - ARIA: 15× Platinum - BVMI: 8× Platinum - IFPI SWI: 7× Platinum - MC: 2× Diamond - NVPI: 9× Platinum - RIAA: 14× Platinum (Diamond) - RMNZ: 13× Platinum |
| 25    | - Датум издавања: 20. новембар 2015. - Издавачка кућа: XL, Коламбија - Формат(и): ЦД, ЛП, дигитални даунлоад | 1        | 1        | 1        | 1        | 1        | 1        | 1        | 1        | 1        | 1        | - World: 22,000,000 - UK: 3,500,000 - AUS: 603,000 - CAN: 1,000,000 - FRA: 785,300 - GER: 263,000 - IRE: 107,000 - NL: 120,000 - US: 9,450,000 | - BPI: 11× Platinum - ARIA: 10× Platinum - BVMI: 6× Platinum - IFPI SWI: 6× Platinum - MC: Diamond - RIAA: 11× Platinum (Diamond) - RMNZ: 10× Platinum                        |

### Видео албуми
| Назив                         | Информације о албуму                                                     | Позиција | Позиција | Позиција | Позиција | Позиција | Позиција | Позиција | Позиција | Позиција | Позиција | Број проданих примерака            | Сертификати                                                                              |
| Назив                         | Информације о албуму                                                     | UK       | AUS      | FRA      | GER      | IRE      | ITA      | NL       | SPA      | SWI      | US       | Број проданих примерака            | Сертификати                                                                              |
| ----------------------------- | ------------------------------------------------------------------------ | -------- | -------- | -------- | -------- | -------- | -------- | -------- | -------- | -------- | -------- | ---------------------------------- | ---------------------------------------------------------------------------------------- |
| Live at the Royal Albert Hall | - Датум издавања: 28. новембар 2011. - Label: XL - Формат(и): ЦД+DVD, БД | 2        | 1        | 1        | 5        | 1        | 16       | 1        | 14       | 1        | 1        | - World: 3,000,000 - US: 1,000,000 | - BPI: 3× Platinum - ARIA: 7× Platinum - BVMI: 4× Platinum - MC: Diamond - RIAA: Diamond |

## EP-ови
| iTunes Live from SoHo                                                                       | - Датум издавања: 3. фебруар 2009. - Издавачка кућа: XL - Формат(и): дигитални даунлоад | —  | —  | —   | 105 |
| iTunes Festival: London 2011                                                                | - Датум издавања: 13. јул 2011. - Издавачка кућа: XL - Формат(и): дигитални даунлоад    | 74 | 45 | 112 | 50  |
| "—" озачава издање које или није дебитовало на листи или није дебитовало на тој територији. |                                                                                         |    |    |     |     |

## Синглови

### Као главни извођач
| "Hometown Glory"                                                                            | 2007 | 19 | —  | —  | 51  | —  | 78 | 86 | —  | —  | —  | - BPI: Gold - MC: Gold | 19               |
| "Chasing Pavements"                                                                         | 2008 | 2  | —  | 28 | —   | 46 | 7  | 3  | —  | —  | 21 | - BPI: Platinum - MC: Platinum - RIAA: Platinum                                                                                       | 19               |
| "Cold Shoulder"                                                                             | 2008 | 18 | —  | —  | —   | —  | —  | 68 | —  | —  | —  | | 19               |
| "Make You Feel My Love"                                                                     | 2008 | 4  | —  | —  | —   | —  | 5  | 1  | —  | —  | —  | - BPI: 2× Platinum - MC: 2× Platinum - RIAA: Gold                                                                                     | 19               |
| "Rolling in the Deep"                                                                       | 2010 | 2  | 3  | 1  | 3   | 1  | 2  | 1  | 3  | 1  | 1  | - BPI: 2× Platinum - ARIA: 7× Platinum - BVMI: Platinum - IFPI SWI: 3× Platinum - MC: Diamond - RIAA: 8× Platinum - RMNZ: 2× Platinum | 21               |
| "Someone like You"                                                                          | 2011 | 1  | 1  | 2  | 1   | 4  | 1  | 2  | 1  | 1  | 1  | - BPI: 3× Platinum - ARIA: 7× Platinum - BVMI: Platinum - MC: 9× Platinum - RIAA: 5× Platinum - RMNZ: 3× Platinum                     | 21               |
| "Set Fire to the Rain"                                                                      | 2011 | 11 | 11 | 2  | 9   | 6  | 6  | 1  | 8  | 4  | 1  | - BPI: Platinum - ARIA: 3× Platinum - BVMI: Platinum - IFPI SWI: Platinum - MC: 6× Platinum - RIAA: 4× Platinum - RMNZ: Platinum      | 21               |
| "Rumour Has It"                                                                             | 2011 | 85 | 69 | 16 | 172 | 68 | 71 | 52 | —  | —  | 16 | - BPI: Silver - ARIA: Gold - MC: 2× Platinum - RIAA: 2× Platinum                                                                      | 21               |
| "Turning Tables"                                                                            | 2011 | 62 | 34 | 60 | —   | 85 | —  | 45 | —  | —  | 63 | - BPI: Silver - ARIA: Gold - MC: Platinum - RIAA: Gold                                                                                | 21               |
| "Skyfall"                                                                                   | 2012 | 2  | 5  | 3  | 1   | 1  | 1  | 1  | 2  | 1  | 8  | - BPI: Platinum - ARIA: Gold - BVMI: Platinum - MC: 5× Platinum - RIAA: Platinum - RMNZ: Gold                                         | Non-album single |
| "Hello"                                                                                     | 2015 | 1  | 1  | 1  | 1   | 1  | 1  | 1  | 1  | 1  | 1  | - BPI: 3× Platinum - ARIA: 7× Platinum - BVMI: Platinum - IFPI SWI: Platinum - MC: Diamond - RIAA: 7× Platinum - RMNZ: 4× Platinum    | 25               |
| "When We Were Young"                                                                        | 2016 | 9  | 13 | 9  | 15  | 29 | 12 | 24 | 23 | 5  | 14 | - BPI: Platinum - ARIA: Platinum - MC: 3× Platinum - RIAA: Platinum - RMNZ: Gold                                                      | 25               |
| "Send My Love (To Your New Lover)"                                                          | 2016 | 5  | 13 | 10 | 45  | 31 | 7  | 32 | 4  | 18 | 8  | - BPI: Platinum - ARIA: Platinum - MC: 4× Platinum - RIAA: Platinum - RMNZ: Platinum                                                  | 25               |
| "Water Under the Bridge"                                                                    | 2016 | 39 | 23 | 37 | 56  | 80 | 27 | 71 | 15 | 77 | 26 | - BPI: Gold - ARIA: Gold - MC: Platinum - RIAA: Gold - RMNZ: Gold                                                                     | 25               |
| "—" озачава издање које или није дебитовало на листи или није дебитовало на тој територији. |      |    |    |    |     |    |    |    |    |    |    | |                  |

### Као гостујући музичар
| "Many Shades of Black" (The Raconteurs са Адел)                                             | 2008 | —   | Consolers of the Lonely |
| "Water and a Flame" (Daniel Merriweather са Адел)                                           | 2009 | 180 | Love & War              |
| "—" озачава издање које или није дебитовало на листи или није дебитовало на тој територији. |      |     |                         |

## Остале графиконске песме
| "Daydreamer"                                                                                | 2008 | 171 | —  | —  | —   | —  | —  | —  | —  | —  | —  |                          | 19                           |
| "Right as Rain"                                                                             | 2009 | —   | —  | —  | —   | —  | —  | —  | —  | 8  | —  |                          | 19                           |
| "My Same"                                                                                   | 2010 | —   | —  | —  | —   | 61 | —  | —  | —  | —  | —  |                          | 19                           |
| "Lovesong"                                                                                  | 2011 | —   | —  | —  | —   | —  | —  | —  | —  | —  | 18 | - MC: Gold               | 21                           |
| "I Can't Make You Love Me"                                                                  | 2012 | 37  | —  | —  | —   | —  | 78 | —  | —  | —  | —  |                          | iTunes Festival: London 2011 |
| "I'll Be Waiting"                                                                           | 2012 | —   | —  | —  | —   | —  | —  | —  | —  | 29 | —  |                          | 21                           |
| "One and Only"                                                                              | 2012 | 99  | —  | —  | —   | —  | —  | —  | —  | —  | —  | - MC: Gold               | 21                           |
| "I Miss You"                                                                                | 2015 | —   | —  | —  | 92  | —  | —  | —  | —  | —  | —  |                          | 25                           |
| "Remedy"                                                                                    | 2015 | 145 | 94 | 69 | 47  | 83 | —  | 30 | 87 | —  | —  | - MC: Gold               | 25                           |
| "River Lea"                                                                                 | 2015 | —   | —  | —  | 80  | 97 | —  | —  | —  | —  | —  |                          | 25                           |
| "Love in the Dark"                                                                          | 2015 | 169 | —  | —  | 39  | 79 | —  | —  | —  | —  | —  |                          | 25                           |
| "Million Years Ago"                                                                         | 2015 | 64  | 84 | 97 | 42  | 74 | 94 | —  | —  | —  | —  |                          | 25                           |
| "All I Ask"                                                                                 | 2015 | 41  | 65 | —  | 66  | —  | 93 | —  | 77 | —  | —  | - BPI: Silver - MC: Gold | 25                           |
| "Sweetest Devotion"                                                                         | 2015 | —   | —  | —  | 159 | —  | —  | —  | —  | —  | —  |                          | 25                           |
| "—" озачава издање које или није дебитовало на листи или није дебитовало на тој територији. |      |     |    |    |     |    |    |    |    |    |    |                          |                              |

## Остале песме
| Назив          | Године | Албум             | Извођач     | Напомена              |
| -------------- | ------ | ----------------- | ----------- | --------------------- |
| "My Yvonne"    | 2007   | Matinée           | Jack Peñate | Н/Д                   |
| "Every Glance" | 2009   | Everything Is New | Jack Peñate | Адел је пратећи вокал |

## Музички видеи
| Назив                              | Година | Директор          | Реф.   |
| ---------------------------------- | ------ | ----------------- | ------ |
| "Chasing Pavements"                | 2008   | Mathew Cullen     | [ 81 ] |
| "Cold Shoulder"                    | 2008   | Phil Griffin      | [ 82 ] |
| "Make You Feel My Love"            | 2008   | Mat Kirkby        | [ 83 ] |
| "Hometown Glory"                   | 2009   | Rocky Schenk      | [ 84 ] |
| "Rolling in the Deep"              | 2010   | Sam Brown         | [ 85 ] |
| "Someone like You"                 | 2011   | Jake Nava         | [ 86 ] |
| "Hello"                            | 2015   | Xavier Dolan      | [ 87 ] |
| "Send My Love (To Your New Lover)" | 2016   | Patrick Daughters | [ 88 ] |